# Gaeltacht

Mapa do Gaeltacht.

Gaeltacht é uma palavra da língua irlandesa que serve para identificar regiões onde predomina o uso da língua irlandesa. Na língua portuguesa, o conjunto dos falantes dessa língua é chamado de irlandofonia. A Irlanda identifica os locais reconhecidos pelo governo onde o uso da língua irlandesa é predominante numa política que começou nos primeiros anos do Estado Livre Irlandês como tentativa de reviver a língua.